# Gårdaskolan
Gårdaskolan, ursprungligen Nya Gårdaskolan, är en tidigare skola, som uppfördes under åren 1900–1901 och byggdes till år 1922, vid Södra Kustbanegatan på Gårda i Göteborg.

## Byggnadens historia
Nya Gårdaskolan uppfördes åren 1900–1901 av Örgryte församling i det dåvarande municipalsamhället Gårda i Örgryte landskommun. Byggnaden fungerade som folkskola och huvudentrén låg mot dåvarande Södra Kustbanegatan 29, som senare blev Kungsbackaleden. Skolan uppfördes då Gamla Gårdaskolan från 1885 vid Svanegatan 7 blivit fullbelagd. År 1923 hade skolan 450 elever. Skolan var i bruk åren 1902–1977.
I samband med att Gårda och Örgryte införlivades med Göteborg 1922 byggdes skolan ut med en byggnad för skolbespisning och gymnastik, vilket gjorda att elever från andra skolor i området använde skolan. Under en tid bytte skolan namn till Underåsskolan.
Sedan skolan stängde har byggnaden främst använts som lokaler för olika kontor och verksamheter, oftast inom konst- och kultursektorn.

### Bilder

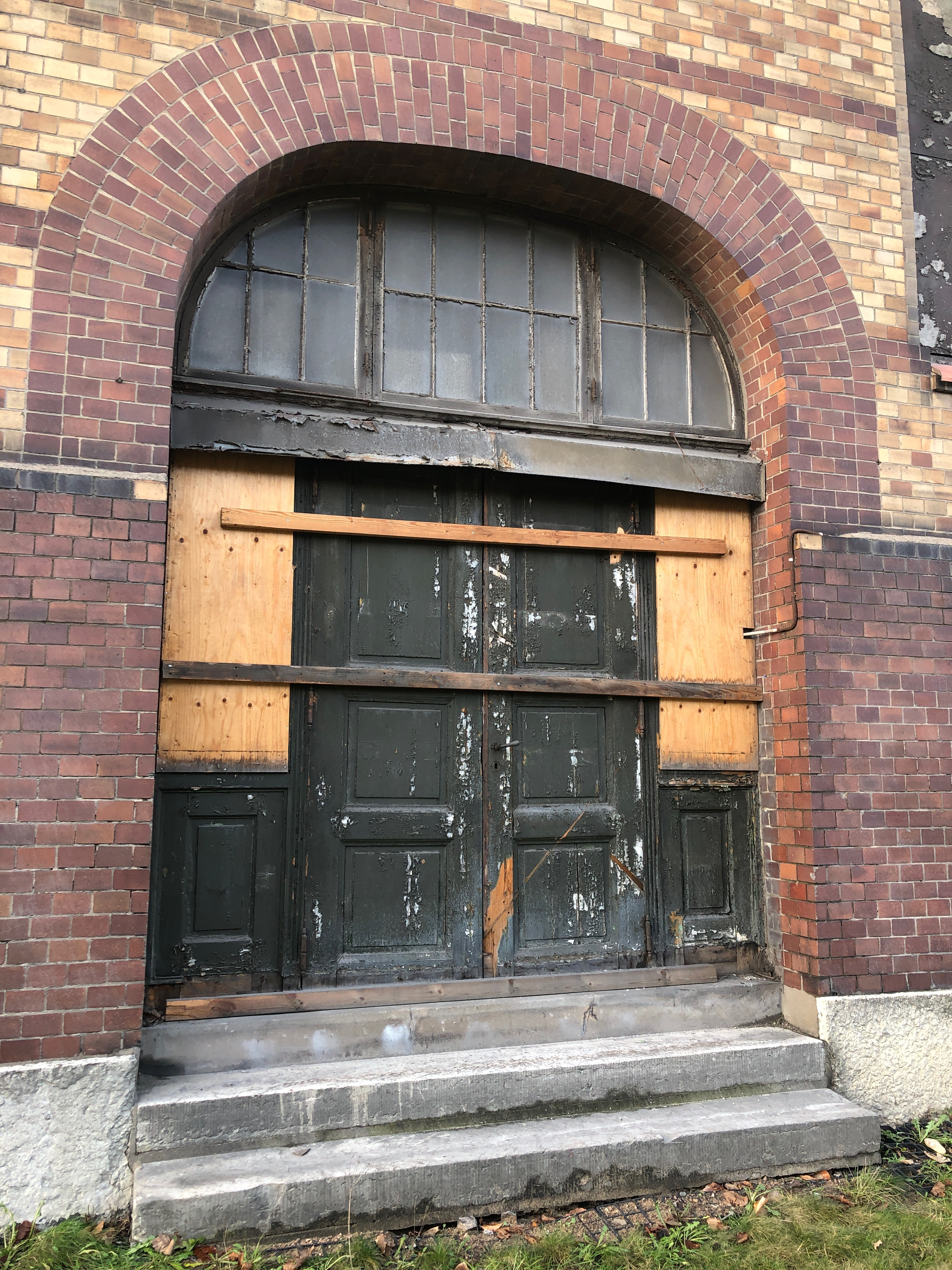
Den gamla huvudentrén mot Kungsbackaleden. (2021)
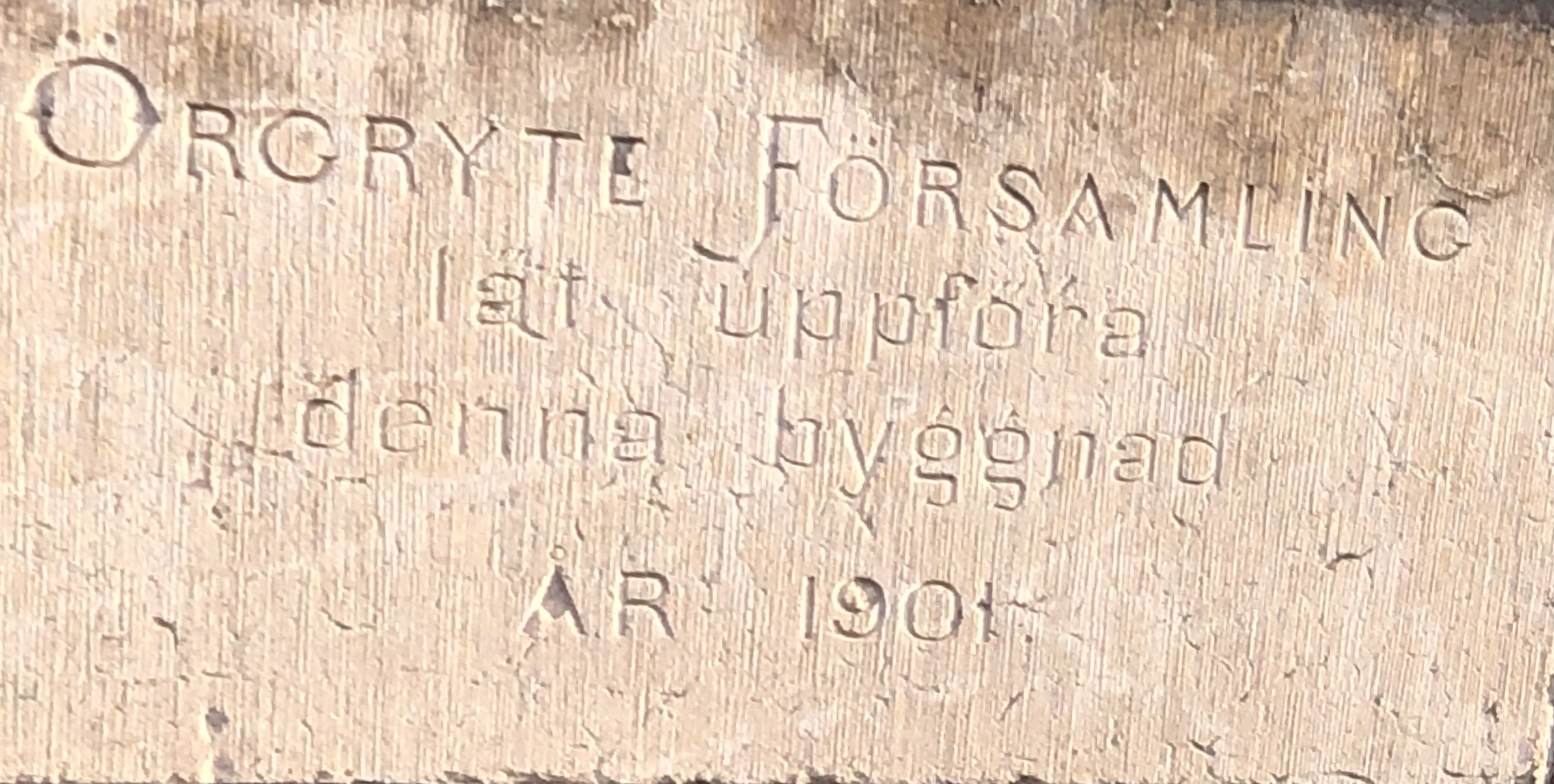
Minnestavla på fasaden från 1901. (2021)
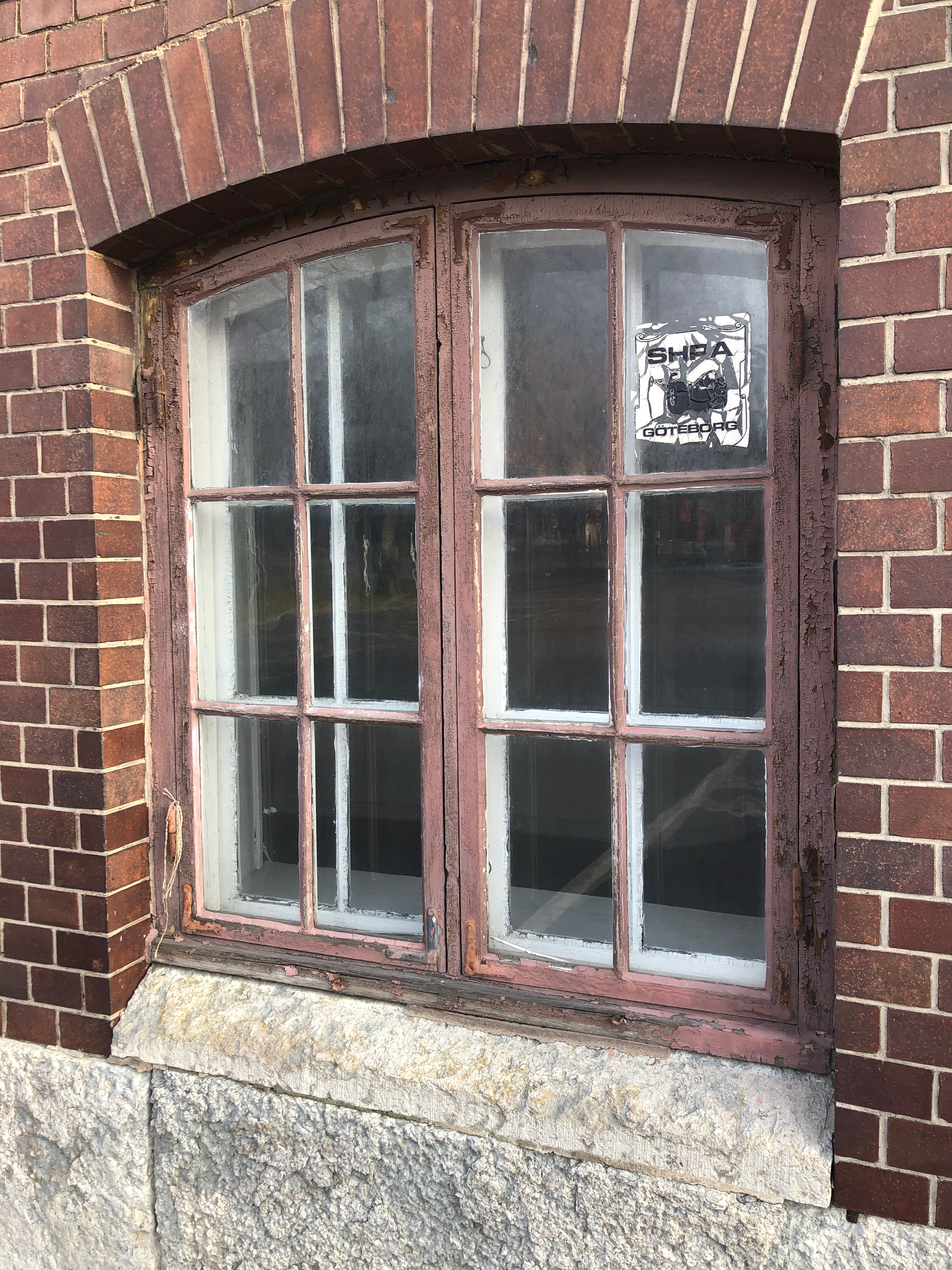
Äldre fönster i bottenvåningen på skolan. (2021)
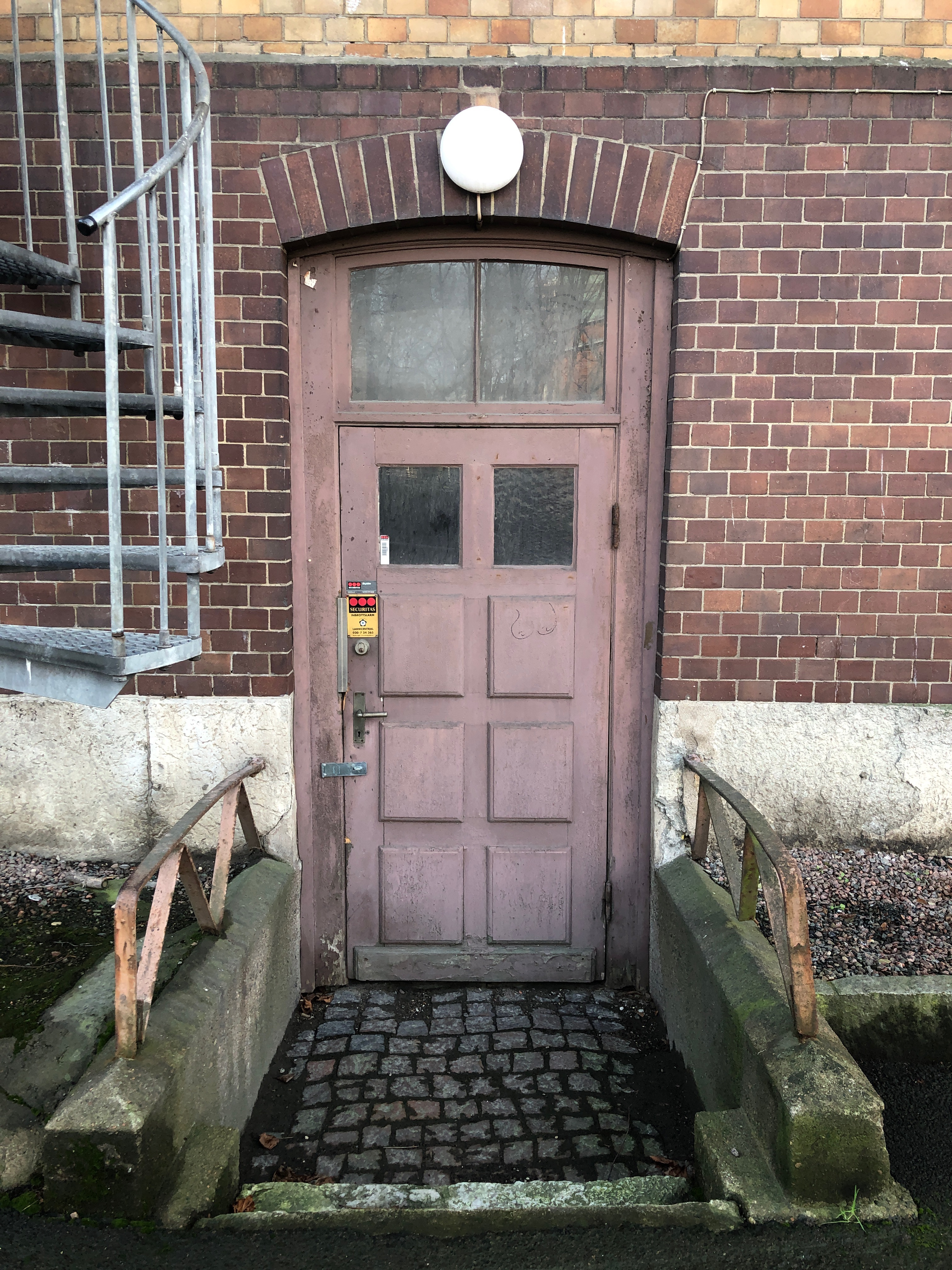
Källardörr på skolbyggnaden. (2021)
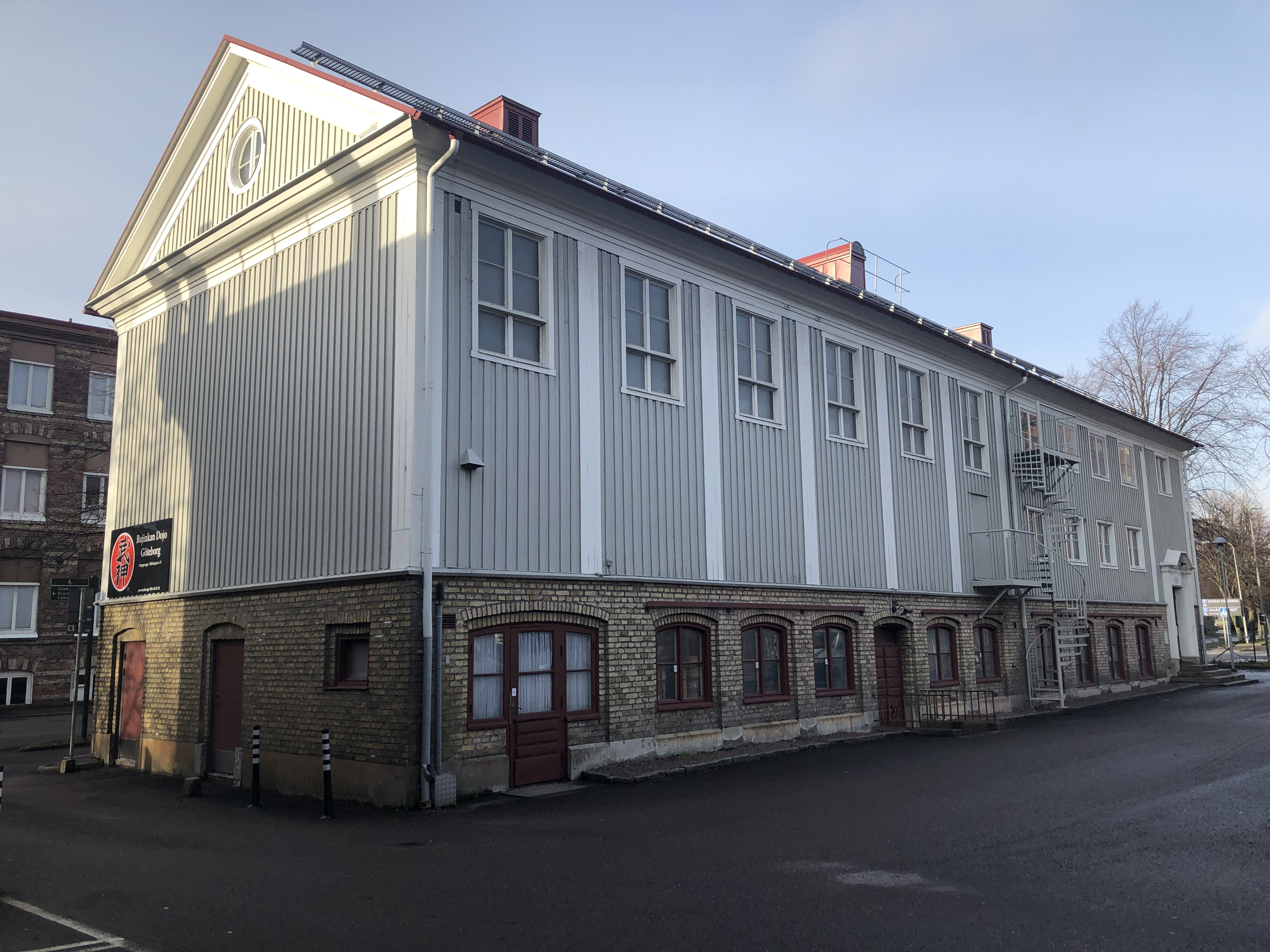
Gymnastik- och bambabyggnaden som ligger mitt emot skolbyggnaden. (2021)
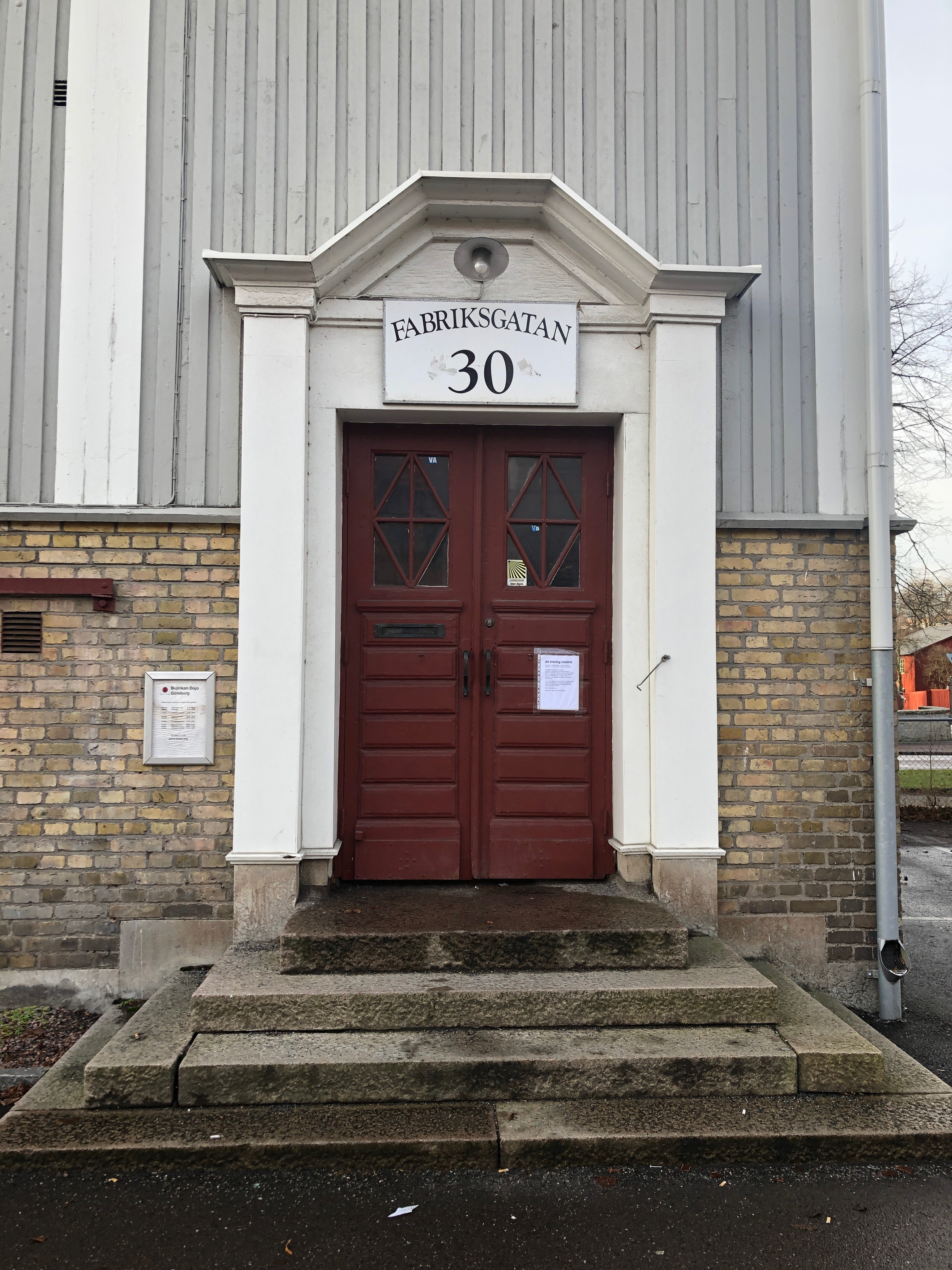
Entrén till den fd. gymnastiksalen och bamba. (2021)

## Rivningshot 2021
I januari 2021 blev det känt att Fastighetskontoret hade skickat in en ansökan om rivningslov för byggnaden. Fastighetsdirektör Martin Öbo beskrev åtgärden som ett första steg i arbetet med att utreda huruvida byggnaden skulle bevaras eller inte. Det som anfördes som försvårande omständigheter för ett bevarande var att skolbyggnaden krävde grundförstärkningar, vartill kom behov av översyn av ventilation, tak samt stammar för vatten och avlopp. Fastighetskontoret räknade med att åtgärderna skulle komma att kräva investeringar om ca 20 miljoner kronor.
Tjänstemän vid Kulturförvaltningen i Göteborgs stad skrev den 13 januari 2021 en yttrande om den föreslagna rivningen. Yttrandet pekar på att en del av skolan ligger inom ett riksintresse samt att miljön som helhet med skolbyggnad, bamba och gymnastiksal tillsammans med skolgården och dess träd är ett landmärke och en symbolbyggnad för stadsdelen Gårda.
Den 8 februari beslutade dock fastighetsnämnden i Göteborg att dra tillbaka rivningsansökan. Vidare gav man Fastighetskontoret i uppdrag att göra en dragning i ämnet under våren. Det framkom även att Fastighetskontoret bedömde en upprustningskostnad till 20 miljoner kronor.
Den 14 mars framkom information att byggnaden var i skriande behov av en grundförstärkning. Enligt Fastighetsdirektören i Göteborg Martin Öbo riskerade byggnaden att knäckas då grunden sjunker. Själva grundförstärkningen bedömdes kosta ca 10 miljoner kronor, och ärendet skulle föredras byggnadsnämnden. Till de 10 miljoner för grundförstärkning krävs ytterligare ca 10 miljoner för underhåll, samt ytterligare 20 miljoner de kommande 20 åren i löpande underhåll.